# Товарищество «Мандль и Райц»
Товарищество «Мандль и Райц» было учреждено в 1910 году в Москве. Являлось одним из крупнейших предприятий лёгкой промышленности в Российской Империи.
Председателем правления был подданный Австро-Венгрии Людвиг Мандль, директором-распорядителем был Л. В. Райц, сын московского купца 1-й гильдии. Товариществу принадлежала фабрика в Сыромятниках, расположенная в собственном доме в Большом Полуярославском переулке, основанная в 1908 году Мандлем и Райцем. В 1913 году на ней работало около 3,6 тысячи человек. Фабрика также имела отделение в Санкт-Петербурге. Предприятия, главным образом московское, изготовляли обмундирование, снаряжение и бельё для воинских и инженерных частей, казаков и жандармов, госпиталей, железных дорог, правительственных и частных учреждений. Они производили мундирные пуговицы, фабричную обувь, одеяла, непромокаемые изделия, палатки, брезенты, мешки, сукно и другие ткани.
С началом Первой мировой войны в связи с преследованием фирм, среди руководства которых были немецкие и австрийские подданные, товарищество было преобразовано в Русское акционерное общество «Марс», основной капитал которого составил 5,6 млн руб. Председателем Правления компании стал Райц.
В 1918 году фабрика была национализирована большевиками. После этого она называлась Фабрика № 31 треста «Мосшвей», затем — Опытно-техническая фабрика имени Клары Цеткин.

### Снос
6 октября 2021 года начат снос здания фабрики по адресу Костомаровский переулок, д.3. Снесен в декабре 2024 года